# 30 Minutes
«30 Minutes» — третий сингл с альбома «200 km/h in the Wrong Lane» группы «Тату», выпущенный как промо в 2003 году.
Видеоклип представляет английскую версию клипа «30 минут», режиссёром которого был Иван Шаповалов.

## Список композиций

### Европа
Promo Single — 2003
- 30 Minutes (Album Version)
- 30 Minutes (remix)
- 30 Minutes (Enhanced Video)

### Официальные ремиксы
- 30 Minutes (remix)
- 30 Minutes (Extension 119 Club Vocal)
- 30 Minutes (Genildovisk Eletro Mix)
- 30 Minutes (DJ Kilian Remix)
- 30 Minutes (Alien Dj Remix)
- 30 Minutes (DJ Shaker Bug Beat Mix)
- 30 Minutes (DJ Magic Club Remix)
- 30 Minutes (Analog Digital Remix)
- 30 Minutes (Carelles Remix)

## Позиции в чартах
| Страна                   | Позиция |
| ------------------------ | ------- |
| Hong Kong Top 20 Airplay | 1       |
| Румыния                  | 34      |